# Al-Qunaya
Al-Qunaya (tiếng Ả Rập: القنية, Syria: ܩܢܙܐ, al-Knaya cũng đánh vần Quniya) là một ngôi làng ở tây bắc Syria, thuộc hành chính đến Idlib, nằm về phía tây bắc Idlib, 35   km về phía bắc của Jisr ash-Shugur, và ở giữa Lattakia (90 km (56 mi)) và Aleppo (120 km (75 mi)). Al-Qunaya nằm 450 mét (1476   ft)} trên mực nước biển. Theo Cục Thống kê Trung ương Syria, al-Qunaya có dân số 587 trong cuộc điều tra dân số năm 2004. Cư dân của nó chủ yếu là Kitô hữu.

## Địa lý
Các địa phương lân cận bao gồm Kafr Dibbin (Hamama) ở phía đông, Zarzur, Amud và Darkush ở phía đông bắc, Yakubiyah, Judaida ở phía tây và Jisr al-Shughur ở phía nam.
Khí hậu thị trấn là Địa Trung Hải, trong khi mùa đông thì lạnh, có mưa, có lúc có tuyết; mùa hè ấm áp

## Từ nguyên
Một số nguồn cho biết tên hiện tại của làng có nguồn gốc từ:
- Ngôn ngữ Syriac Qunaya có nghĩa là "Vương quốc".
- Ngôn ngữ Syriac Qunaya có nghĩa là " Sinh kế và Tiền bạc ".

## Lịch sử
Một số cổ vật khảo cổ có từ năm 2000 trước Công nguyên Có một nhà thờ cổ trong nghĩa trang của nhà thờ St.Kiprianos từ thế kỷ thứ năm sau Công nguyên.
Các nhà truyền giáo của những người cha Franciscan (Holy Land Rangers) (Từ Công giáo Latinh) đã đến làng vào năm 1878 và xây dựng một nhà thờ, Tu viện, phòng khám và trường học Ả Rập đầu tiên ở tây bắc Syria, họ đã xây dựng lại nhà thờ vào năm 1885 và hiện tại Nhà thờ có từ năm 1932.
Dịch vụ bưu chính bắt đầu vào năm 1927 và điện thoại đã đến làng vào năm 1929. Thành phố này được thành lập vào năm 1932 và điện đã đến làng vào năm 1935 và hải quan vào năm 1937.
Vào tháng 1 năm 2013, trong cuộc nội chiến ở Syria đang diễn ra, al-Qunaya và các ngôi làng có người theo đạo Thiên chúa giáo gần đó là Yakubiyah và Judaida đã bị phiến quân chống chính phủ bắt giữ.